# Kemukus (Gombong)
Kemukus is een bestuurslaag in het regentschap Kebumen van de provincie Midden-Java, Indonesië. Kemukus telt 3221 inwoners (volkstelling 2010).